# Pikör

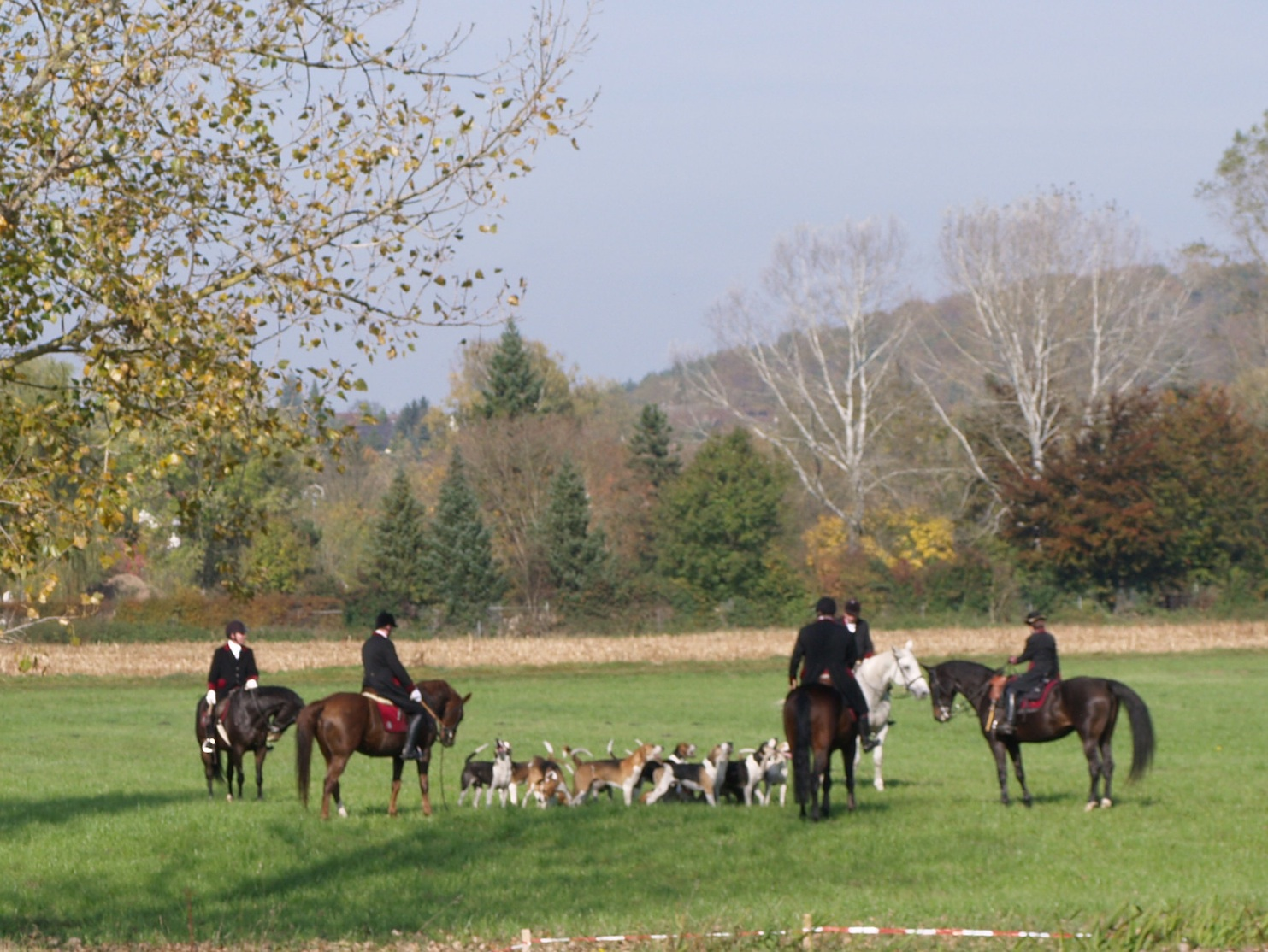
Piköre halten die Meute im Kreis

Ein Pikör (franz. Piqueur) ist bei Reitjagden und Parforcejagden ein Meutenführer, also ein Mitglied der Equipage, welches die Hundemeute begleitet. Piköre müssen sicher reiten, da sie die ganze Jagd einhändig reiten müssen. Es gibt für Schleppjagd-Piköre Lehrgänge, auf denen sie die notwendigen Fertigkeiten erlernen können. Das Jagdreitabzeichen Stufe 2 befähigt zum Einsatz als Pikör.
Ein Feldpikör begleitet dagegen ein Reiterfeld.
Die Piköre verwenden Hetzpeitschen, um die Hundemeute zu lenken. Die Hetzpeitschen dienen als Kommunikationsmittel mit den Hunden. Der gezielte Schlag nach dem Hund wird nur in Ausnahmefällen als letztes Mittel verwendet, da sonst die Hunde Angst vor der Hetzpeitsche entwickeln und nicht mehr richtig geführt werden können. An der Hetzpeitsche sind die Piköre erkennbar.

## Weitere Bedeutungen

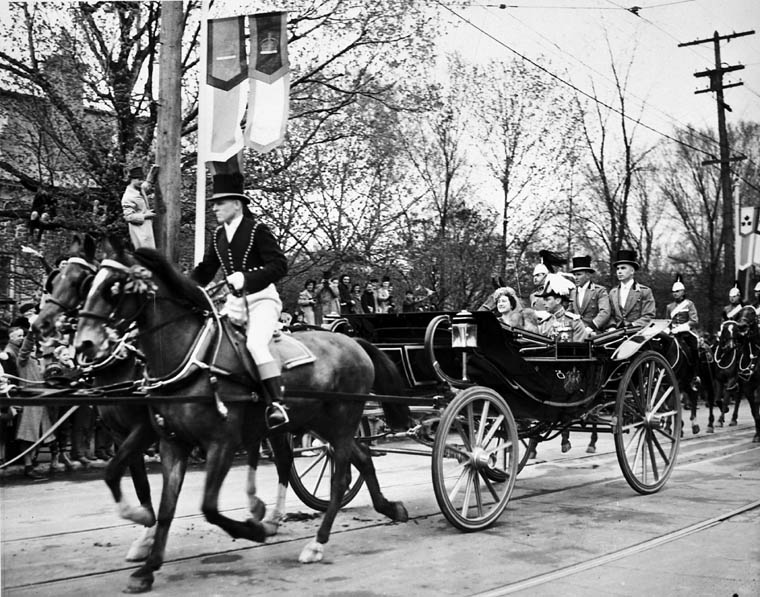
Ein Pikör lenkt das Gespann

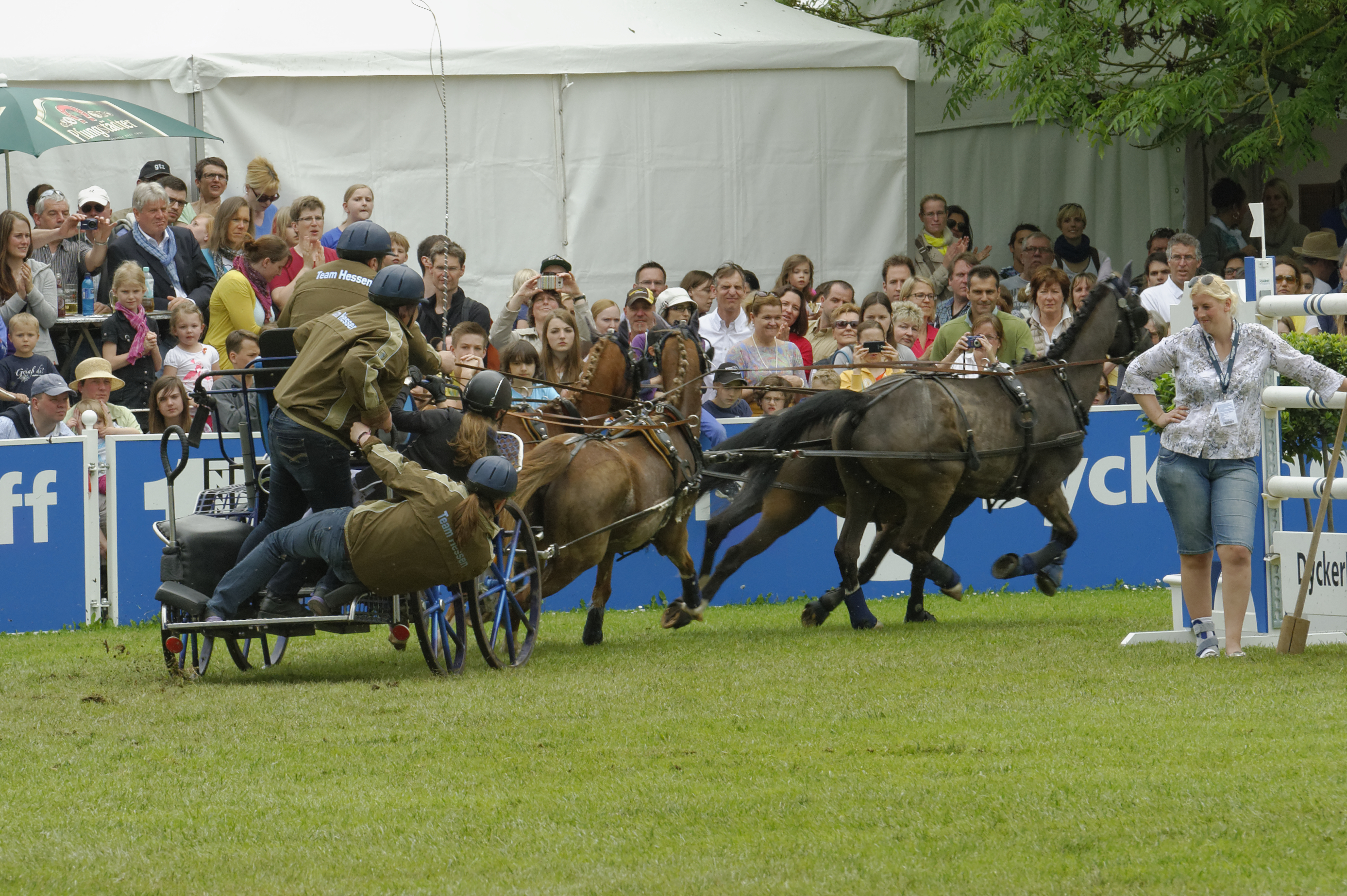
Piköre verhindern das Umkippen

Im 19. Jahrhundert bezeichnete Pikör den diensttuenden Jäger bei einer Parforcejagd.
Pikör bezeichnet einen Vorreiter, der auf den linken Sattelpferden sitzt und diese vom Sattel aus lenkt. Beim Fahren à la Daumont benötigt der Wagen keinen Bock, dies gab es bei Militär (Geschütze) oder bei repräsentativen Gespannen.
Heute bezeichnet Pikör auch die Mitfahrer bei Fahrprüfungen (engl. groom), die unter anderem dazu beitragen, durch Gewichtsverlagerung den Wagen in engen Kurven zu stabilisieren.
Pikeur ist zudem der Name eines Reitmodenherstellers.